# Municipio de Prairie (condado de Pettis)
El municipio de Prairie (en inglés: Prairie Township) es un municipio ubicado en el condado de Pettis en el estado estadounidense de Misuri. En el año 2010 tenía una población de 2500 habitantes y una densidad poblacional de 26,7 personas por km².

## Geografía
El municipio de Prairie se encuentra ubicado en las coordenadas 38°40′18″N 93°20′25″O / 38.67167, -93.34028. Según la Oficina del Censo de los Estados Unidos, el municipio tiene una superficie total de 93.65 km², de la cual 93.05 km² corresponden a tierra firme y (0.64%) 0.6 km² es agua.

## Demografía
Según el censo de 2010, había 2500 personas residiendo en el municipio de Prairie. La densidad de población era de 26,7 hab./km². De los 2500 habitantes, el municipio de Prairie estaba compuesto por el 95.32% blancos, el 0.52% eran afroamericanos, el 0.16% eran amerindios, el 1% eran asiáticos, el 0.12% eran isleños del Pacífico, el 1.72% eran de otras razas y el 1.16% pertenecían a dos o más razas. Del total de la población el 3.12% eran hispanos o latinos de cualquier raza.